# Loch Morlich
Loch Morlich är en sjö i Storbritannien.   Den ligger i kommunen Highland och riksdelen Skottland, i den norra delen av landet, 700 km norr om huvudstaden London. Loch Morlich ligger 328 meter över havet.  I omgivningarna runt Loch Morlich växer i huvudsak blandskog.